# 新井崎神社
新井崎神社（にいざきじんじゃ）は、京都府与謝郡伊根町新井にある神社。徐福渡来の地として有名である。

## 歴史
創建年代は平安時代、998年（長徳4年）7月7日とされているが、記録としては文禄年間（1593年～1596年）に建立された社を、1671年（寛文11年）4月再建に着手し、同年9月16日に完成している。その後石段をはじめ境内が整備され、現在の建物は1961年（昭和36年）4月、本殿の修理と上屋が再建された。

## 徐福伝説

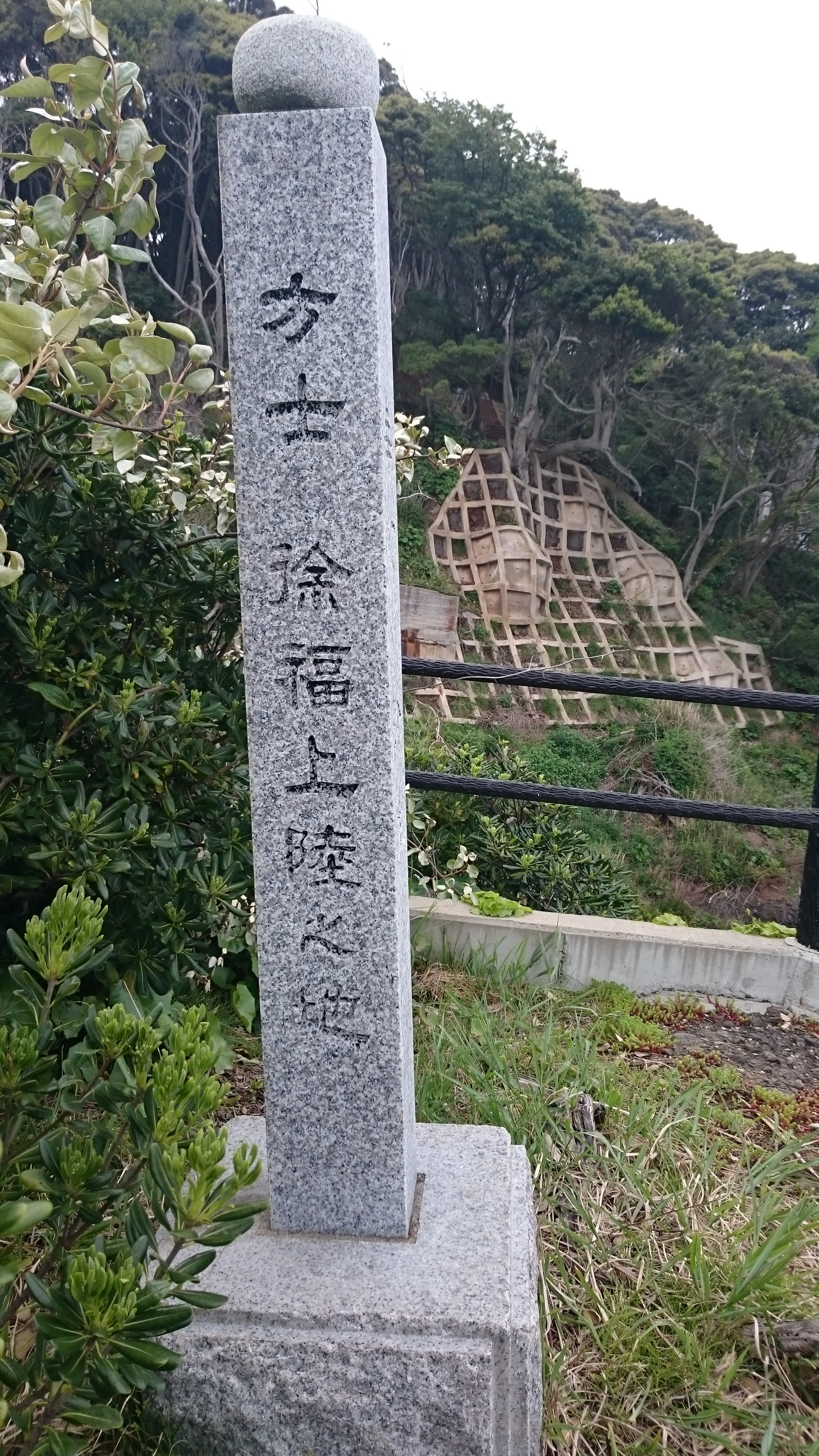
「徐福上陸之地」の碑

日本全国に残る徐福に関する伝承の一つとして、新井崎神社にも由緒ある伝説が伝わっており、新井崎神社の祭神となっている。
徐福は、秦の始皇帝に不老不死の薬を探し求めるよう命じられ、海を渡って新井崎の地に辿り着いた。探したものの、なかなか見つからなかったが、そうであろう「九節の菖蒲と黒茎の蓬」を探し当てた。しかし、海が荒れるなどして帰る機会が無くなり、新井崎の地で成仏することになった。徐福は当時日本より文明が進んでいる中国から来たことで、産業にも力を入れたので村人から慕われた。海から漂着した人であることから、漂着地点に近い新井崎神社に祀られ、現在でも信仰の対象となっている。
徐福が求めてきた神桑というのは「九節の菖蒲と黒茎の蓬」であるとされている。黒茎の蓬はからよもぎといい、普通のよもぎと異なって葉の裏の白毛が少なく、よもぎ餅を作るのに適する。生長するともぐさになる。新井崎神社周辺の新井崎海岸（のろせ海岸）に現在も自生している。

## 交通アクセス
- 京都丹後鉄道宮豊線 天橋立駅 → 丹海バス 大原 → 徒歩
- 京都縦貫自動車道 宮津天橋立IC → 国道176号 → 国道178号